# とある魔術の楽曲目録
『とある魔術の楽曲目録』（とあるまじゅつのテレビソングス）は、鎌池和馬原作のテレビアニメ『とある魔術の禁書目録』の主題歌集。

## 概要
- 通常盤（GNCA-1385）と初回限定盤（GNCA-1384）の2種類がリリースされ、後者には、全オープニング・エンディングのノンテロップ映像に加え、そのTVスポットも収録されているBlu-rayが付属している。
- テレビアニメ『とある魔術の禁書目録』及び『とある魔術の禁書目録II』の全オープニング曲、全エンディング曲、全挿入歌に加え、I'veプロデュースによる新規イメージソングとRemix曲2曲を収録。

## 収録曲
1. PSI-missing [4:23]
歌・作詞：川田まみ／作曲：中沢伴行／編曲：中沢伴行、尾崎武士
  - 『とある魔術の禁書目録』前期オープニングテーマ
2. masterpiece [4:37]
歌・作詞：川田まみ／作曲・編曲：井内舞子
  - 『とある魔術の禁書目録』後期オープニングテーマ
3. No buts! [3:37]
歌・作詞：川田まみ／作曲：中沢伴行／編曲：中沢伴行、尾崎武士
  - 『とある魔術の禁書目録II』前期オープニングテーマ
4. See visionS [5:25]
歌・作詞：川田まみ／作曲・編曲：井内舞子
  - 『とある魔術の禁書目録II』後期オープニングテーマ
5. 雨 [4:39]
歌・作詞：川田まみ／作曲：中沢伴行／編曲：中沢伴行、尾崎武士
  - 『とある魔術の禁書目録』第12話 挿入歌
6. jellyfish [4:25]
歌・作詞：川田まみ／作曲：中沢伴行／編曲：中沢伴行、尾崎武士
  - 『とある魔術の禁書目録』第23話 挿入歌
7. Rimless〜フチナシノセカイ〜 [4:01]
歌・作詞：IKU／作曲：IKU・高瀬一矢／編曲：高瀬一矢
  - 『とある魔術の禁書目録』前期エンディングテーマ
8. 誓い言〜スコシだけもう一度〜 [4:26]
歌・作詞・作曲：IKU／編曲：高瀬一矢
  - 『とある魔術の禁書目録』後期エンディングテーマ
9. Magic∞world [4:05]
歌・作詞：黒崎真音／作曲・編曲:井内舞子
  - 『とある魔術の禁書目録II』前期エンディングテーマ
10. メモリーズ・ラスト [4:07]
歌・作詞：黒崎真音／作曲：中沢伴行／編曲:中沢伴行・尾崎武士
  - 『とある魔術の禁書目録II』後期エンディングテーマ
11. Pray〜祈り〜[5:38]
歌・作詞：IKU／作曲・編曲：Barbarian On The Groove
  - 『とある魔術の禁書目録II』第23話 挿入歌
12. Snap out of it!![3:39]
歌：川田まみ、黒崎真音／作詞：川田まみ／作曲：中沢伴行／編曲：中沢伴行・尾崎武士
  - 『とある魔術の禁書目録』イメージソング
13. No buts!＜MfEI ver.＞[5:51]
歌・作詞：川田まみ／作曲：中沢伴行／編曲：高瀬一矢・中沢伴行
  - 『No buts!』のリミックス曲
14. See visionS -remix-[5:27]
歌・作詞：川田まみ／作曲・編曲：井内舞子
  - 『See visionS』のリミックス曲